# John C. Slater
John Clarke Slater, född 22 december 1900 i Oak Park, Illinois, död 25 juli 1976, var en amerikansk fysiker och teoretisk kemist som gjorde många pionjärinsatser inom kvantmekanik och kvantkemi.

## Biografi
Slater studerade vid University of Rochester där han fick sin bachelorexamen (B.S.) 1920. Han tog en doktorsexamen (Ph.D.) i fysik vid Harvard University 1923. Han fortsatte därefter vid University of Cambridge och återkom sedan till Harvard. 1924 samarbetade han med Niels Bohr och Hendrik Anthony Kramers för att skapa BKS-teorin (efter upphovsmännen Bohr, Kramers och Slater), vilket var en av de sista insatserna inom "den gamla kvantteorin" och som inspirerade Werner Heisenberg att skapa den fullständiga kvantmekaniska teorin.
Från 1930 till 1966 var Slater professor i fysik vid Massachusetts Institute of Technology (MIT), dit han rekryterades av rektorn Karl T. Compton för att leda fysikinstitutionen i samband med att Compton strävade efter att omvandla den tekniska högskolan MIT till ett fullvärdigt forskningsuniversitet. 1966 till 1976, efter sin pensionering från MIT, var Slater forskningsprofessor i fysik och kemi vid University of Florida.
Hans forskningsinsatser inkluderade bland annat tillämpningen av kvantmekanisk teori på kemisk bindning och kemiska föreningars uppbyggnad. Han har namngivit Slaterdeterminanten, som används inom kvantmekaniken för att konstruera antisymmetriska vågfunktioner.
Bland hans doktorander märks bland annat Nathan Rosen och nobelpristagaren William Shockley.
Slater invaldes 1973 som utländsk ledamot av Kungliga Vetenskapsakademien. Han tilldelades National Medal of Science 1970.